# Marie-Hélène Dhénin
Marie-Hélène Dhénin est une photographe française née le 25 novembre 1945.

## Biographie
Marie-Hélène Dhénin (souvent désignée par l’acronyme MHD) est née le 25 novembre 1945 à Domart-sur-la-Luce (département de la Somme). Elle a vécu à Amiens, vraisemblablement jusqu’aux alentours de 1968. De 1968 à 2003, après des études littéraires supérieures à l’université de Lille, elle exercera  le métier de professeur de lettres classiques. Après une année scolaire passée en Algérie, où elle enseigne le français dans un lycée arabophone d’Alger, elle s’installe définitivement dans la région parisienne (successivement à Roissy-en-Brie, Pontault-Combault, puis Rubelles).
Elle entre en relation, à partir des années 1975, avec les poètes et les artistes qui gravitent autour de la revue Cheval d'attaque, dirigée par le poète wallon Didier Paschal-Lejeune.
En février 1979, elle fonde, avec Alain Frontier, la revue Tartalacrème, qu’elle animera avec lui jusqu’en novembre 1986. 
Au début de l’année 1980, elle fait la connaissance du poète Jacques Demarcq et, peu de temps après (29 octobre 1980), celle de Christian Prigent. Cette dernière rencontre a lieu au Centre Georges-Pompidou, lors d’une séance de la Revue parlée de Blaise Gautier , où Christian Prigent, accompagné de Jacques Demarcq, Claude Minière, et Jean-Pierre Verheggen présentent au public le no 13 de la revue TXT, intitulé Au-delà du principe d’avant-garde. Ce sera pour elle l’occasion de faire la connaissance de Philippe Boutibonnes, Éric Clémens, Pierre Le Pillouër, Valère Novarina et de l’ensemble du groupe TXT, avec lequel elle ne cessera d’entretenir des liens étroits d’amitié et de travail . Par leur intermédiaire, elle entrera aussi en relation avec plusieurs peintres, parmi lesquels Bernadette Février, Jean-Marc Chevallier, Mathias Perez, etc.

## La vie photographique
Marie-Hélène Dhénin s’initie à la photographie dans les années 1970. La photographie devient dès lors pour elle, plutôt qu’un métier, un "mode de vie" . Cette vie photographique sera ponctuée notamment (mais pas seulement) par ses rencontres successives avec les artistes et les écrivains, qu’elle photographiera, et dont elle publiera les photos dans divers livres et revues.
Elle se fera également connaître  par des œuvres consistant en une ou plusieurs photographies légendées de manière inattendue, par des livres-objets, et par la projection, dans divers lieux culturels, comme le Centre Georges-Pompidou, le festival Polyphonix, etc., de diaporamas accompagnés d’une lecture par un poète. Enfin, chacune des 41 livraisons de la revue Tartalacrème comportera au moins une œuvre graphique signée Marie-Hélène Dhénin (MHD).
Du 24 au 31 août 1999, elle participe, à  Cerisy-la-Salle, au colloque Poésie sonore / poésie action dirigé par Bernard Heidsieck et Jean-Pierre Bobillot ; et, du 30 juin au 7 juillet 2014, dans le même lieu, au colloque Christian Prigent : trou(v)er sa langue, dirigé par Bénédicte Gorillot, Sylvain Santi et Fabrice Thumerel ; ainsi qu’à plusieurs autres manifestations culturelles. Elle s’attache notamment à suivre de près l’activité de la galerie Lara Vincy, à Paris (rue de Seine), où elle rencontre (et photographie) les artistes (plasticiens et performeurs) qui y exposent.

## Les paroles de "la Dame"
Marie-Hélène Dhénin est également connue pour avoir été  le « modèle » utilisé par Alain Frontier écrivant son livre Portrait d’une dame. Celui qui se présente comme l’auteur (Alain Frontier) y a noté très exactement les paroles prononcées quotidiennement pendant trois ans (1982-1985) par son modèle, en s’attachant à dater scrupuleusement (à la minute près) chacune d’entre elles, jusqu’à la dernière, prononcée le jeudi 27 décembre 1985 à 11 heures 01 :« Ah ! voilà les eaux saumâtres du port. » Pendant que l’auteur copiait la phrase sur son carnet, le « modèle » le photographiait. Le résultat fut un nombre considérable d’images, dont beaucoup (mais pas toutes) ont été publiées: chacune représente le même personnage dans une position identique, mais apparaissant au milieu d’un paysage et d’une saison à chaque fois différents. La comédienne et metteuse en scène Vanda Benes a réalisé plusieurs adaptations théâtrales de cette œuvre.

## Œuvres

### Principales expositions et manifestations publiques
- Éloge de Sébastien Bottin (exposition d’un livre-objet)[23].
- Reportage photographique du festival Poésie Parole[24].
- Le voyage ordinaire, diaporama  + voix[25].
- Les pieds sur terre, diaporama  + voix et métronome[26].
- Présentation de la revue Tartalacrème[27]
- L'occupation des socles[28].
- Décharges, photographies[29].
- Portrait d'une dame, diaporama + voix[30].
- Portrait d'une dame, roman-photo[31].
- La tête en l'air, diaporama  + voix[32].
- Participation à l’exposition Bye, bye Mixage, présentation de mouchoirs d'artistes, sur une idée de Joël Hubaut[33].
- Participation à La tapisserie de Bayeu sans x de Joël Hubaut[34].
- Inventaire, diaporama[35].
- Palindrome[36].
- La tête en l’air 2, diaporama + voix[37].
- Portrait d’une dame, diaporama + voix[38].
- Participation à la lecture intégrale par 50 lecteurs de Commencement de Christian Prigent[39].
- Participation au colloque Poésie sonore, poésie action[40].
- Exposition Photos de famille[41]
- Participation au colloque Christan Prigent : trou(v)er sa langue[42].
- Participation, à l’IMEC, à un débat public sur Portrait d’une dame[43].
- Les trois masques à terre , videogramme[44]

### Quelques écrivains et artistes photographiés
- Nanni Balestrini : Quatuor Manicle, Polyphonix 14, programme édité par le : Centre national d’art et de culture Georges Pompidou, juin 1989.
- Jil Bernett : catalogue du Centre national d’art et de culture Georges Pompidou, 1989".
- Julien Blaine : Tartalacrème no 24, décembre 1982.
- Jean-Pierre Bobillot :Poèmeshow, Les Contemporains favoris, 2000, planche X ; Fusées no 8, 2004, p. 140, etc
- Jean-Marc Chevallier : Photo du peintre Jean-Marc Chevallier par MHD.
- Éric Clémens : Fusées no 8, 2004, p. 156
- Jean-Paul Curtay : Tartalacrème no 28, août 1983.
- Steef Davidson : "Doc(k)s 27">Doc(k)s no 27, hiver 1980, folio 603.
- Jacques Demarcq : Tartalacrème no 22, août 1982 ; Fusées no 8, 2004, p. 172 ; etc.
- Bob Downes : Doc(k)s no 27, hiver 1980, folio 604.
- François Dufrêne : Tartalacrème no 24, décembre 1982 ; Fusées no 8, 2004, p. 161.
- Lawrence Ferlinghetti : Doc(k)s no 27, hiver 1980, folio 606.
- Bruno Fern : Autour de Christian Prigent.
- Bernadette Février : Tartalacrème no 23, octobre 1982.
- Viviane Forrester : Doc(k)s no 27, hiver 1980, folio 606.
- Alain Frontier : Phantomas no 157, Bruxelles, 1978, page 185 ;Tartalacrème no 32, avril 1984, etc. Voir également N'être pas (poèmes logiques) accompagné de 28 portraits du poète sur son tabouret par Marie-Hélène Dhénin, Besançon, éditions de la Maison chauffante, 2009.
- José Galdo : José Galdo.
- Blaise Gautier, in Blaise Gautier et la Revue parlée par Rachel Stella, La revue des revues no 59, 2018. (La photo a été prise le 9 juin 1983).
- Paul-Armand Gette : Fusées no 8, 2004, p. 146.
- John Giorno : Fusées no 8, 2004, p. 162.
- Liliane Giraudon : : Programme du Centre national d’art et de culture Georges Pompidou 89.
- Bernard Heidsieck : Cercle littéraire de la Médiathèque du Mans, bulletin n° 7, mars 1998 ; Fusées no 8, 2004, p. 150 ; Exposition Bernard Heidsieck , Nice, Villa d'Arson, 18 février-22 mai 2011 ; etc.
- Joël Hubaut : Doc(k)s no 27, hiver 1980, folio 608 ;Tartalacrème no 8, mars 1980 ; Tartalacrème no 36, décembre 1984 ; Fusées no 8, 2004, p. 140, etc.
- Françoise Janicot : Doc(k)s no 6, hiver 1984.
- Ernst Jandl :  Süddeutsche Zeitung no 237, Munich, 12 octobre 1984.
- Jacqueline Kahen : "Doc(k)s 66"> Doc(k)s no 66, hiver 1984.
- Guy Jungblut : Phantomas no 157, Bruxelles, 1978, page 182.
- Jean-Jacques Lebel : Doc(k)s no 27, hiver 1980, folio 606.
- Pierre Le Pillouër, photographié en compagnie des autres membres de la revue TXT, Bruxelles, avril 1980 : Libération, no 6180, 29 mars 2001; voir également  ; etc.
- Ghérasim Luca : Fusées no 8, 2004, p. 163.
- Hubert Lucot : Tartalacrème no 22, août 1982, etc.[45]
- Michèle Métail : Tartalacrème no 31, février 1984.
- Claude Minière : Doc(k)s no 66, hiver 1984 ; Fusées no 8, 2004, p. 153.
- Bruno Montels : Doc(k)s no 66, hiver 1984 ; Fusées no 8, 2004, p. 164.
- Paul Nagy : Doc(k)s no 66.
- Sylvie Nève : Poèmeshow, Les Contemporains favoris, 2000, planche X ;Fusées no 8, 2004, p. 140, etc.
- Jean-Luc Parant : Tartalacrème no 11, octobre 1980, etc.
- Georges Perec, accompagné de plusieurs autres membres de l'Oulipo, in Blaise Gautier et la Revue parlée par Rachel Stella, La revue des revues no 59, 2018, p. 71. (La photo a été prise en 1981).
- Mathias Pérez : Fusées no 8, 2004, p. 159.
- Marcel Piqueray : Phantomas no 157, Bruxelles, 1978, page 183.
- Christian Prigent : Tartalacrème no 13, février 1981 ; Tartalacrème no 24, décembre 1982 ; Doc(k)s no 66, hiver 1984 ; 4e de couverture de Peep-Show, éditions Cheval d’attaque, 1984 ; Fusées no 8, 2004, p. 157, etc.
- Pierre Puttemans
- Marc Questin : Photo de Marc Questin à Saint-Maur, par MHD, 1980.
- Maurice Rapin (peintre) : Tartalacrème no 7, février 1980.
- Louis Roquin : Doc(k)s no 66, hiver 1984, etc.
- André Roy : Tartalacrème no 20, avril 1982 ; Écire, J'ai toujours appris à écrire, éditions Trois pistoles (Canada), 2006 ; Le Devoir, Montréal, 15 septembre 2007 ; etc.
- Jean-Paul Seguin : Phantomas no 157, Bruxelles, 1978, page 182 ; Fusées no 8, 2004, p. 140, etc.
- Adriano Spatola : Tartalacrème no 24, décembre 1982.
- Jean-Pierre Verheggen : Tartalacrème no 24, décembre 1982 ; Fusées no 8, 2004, p. : 160 ; etc.
- Jean-Jacques Viton :Programme du Centre national d’art et de culture Georges Pompidou, 89".

### Principaux livres et revues auxquels a collaboré MHD
- Le Voyage ordinaire, avec la collaboration photographique de Marie-Hélène Dhénin, Cheval d'attaque, 1976
- Manipulation(s), Cheval d'attaque / Yellow Now, 1978
- Le bout des Bordes par Jean-Luc Parant et alii, éditions Borderie, 1980, page 272, La boule dénorde, hommage à Jean-Luc Parant.
- Doc(k)s no 27, hiver 1980, folios 431 et 433 : Une promenade de Harry Dickson » (août 1980).
- Alain Frontier, Portrait d’une dame, fiction, d’après les paroles de Marie-Hélène Dhénin, (édition partielle), collection TXT, mars 1988, 144 pages, avec 11 photographies inédites de Marie-Hélène Dhénin.
- Alain Frontier, L'Équilibriste, avec des peintures de Philippe Boutibonnes et une photographie de Marie-Hélène Dhénin, Muro Torto, 1982
- Alain Frontier, Portrait d’une dame, fiction, d’après les paroles de Marie-Hélène Dhénin (texte intégral), éditions Al Dante, 2005, avec 10 photographies inédites de Marie-Hélène Dhénin.
- Alain Frontier, Pourquoi j'ai finalement démissionné du comité directeur, éditions La main courante, 1993.
- Jean-Pierre Bobillot et Sylvie Nève, PoèmeShow — textes de scènes, Arras, éditions Les Contemporains favoris, 2000   (ISBN 2-909140-09-1)*
- Dossier Tartalacrème dans Fusées no 8, Auvers-sur-Oise, 2004. Comprend 19 photographies de Marie-Hélène Dhénin.
- TXT no 32, édition Nous, Caen, juin 2018, page 44 : Un thé avec Sémiramis).
- TXT no 33, édition Nous, Caen, août 2019, pages 15 et  61 : Exploitation I I et Exploitation II.
- Bacchanales no 66, Maison de la poésie Rhône-Alpes, Saint-Martin-d'Hères, novembre 2021, pages 28,104 et 208 (Les 3 masques à terre).
- Promenade interdite. Une enquête d'Évariste Petiot (roman) par Jean-Pierre Bobillot, éditions Tinbad, 2023 : photo de couverture.

### Œuvres publiées dansTartalacrème
- Marmaille d'oppression, no 3, juin 1979, p. 28
- Taillis de vieux romans, no 4, août 1979, p. 31.*
- Mac à dame, no 5, octobre 1979, hors texte*
- L'oiseau rare, no 6, décembre 1979, hors texte*
- Les insomniaques, no 7, février 1980, hors texte*
- La famille Hubaut, 8 mars 1980, no 8, avril 1980, hors texte[46]*
- Une promenade en forêt, no 9, juin 1980, p. 11.*
- Marquises, no 10, août 1980, p. 14.*
- Étonnement, no 11, octobre 1980, p. 3.*
- Jean-Luc Parant à Saint-Maur, no 11, octobre 1980, hors texte*
- Supplément au Bout des Bordes, no 11, octobre 1980, p. 14.*
- Théâtre (1)  et Théâtre (2), no 12, décembre 1980, p. 13 et 19.*
- À Claude Minière, no 13, février 1981, p. 29.*
- La table de Christian Prigent, no 13, février 1981, hors texte*
- Les quatre monstres, no 13, février 1981, p. 22.*
- Presbytère, no 13, février 1981, p. 37.*
- La fabrication du lait, no 14, avril 1981, p. 21.*
- Avant et après, no 15, juin 1981, p. 3-4.*
- Danger d'enlisement, no 15, juin 1981, p. 20-21.*
- La chapelle Saint-Michel, no 17, octobre 1981, p. 32.*
- Naissance, no 18, décembre 1981, p. 15.*
- Le x de Hubert Lucot, no 19, février 1982, p. 35.*
- Libre, indépendante et vocale, no 19, février 1982, p. 27-28.
- André Roy à Paris, no 20, avril 1982, p. 11.
- Tension, no 20, avril 1982, p. 29.
- Anacoluthes, no 21, juin 1982, p. 11.
- Alain Frontier expliquant « Phanées les nuées » à Hubert Lucot, no 22, août 1982, p. 7.
- Jacques Demarcq, l'homme et l'œuvre, no 22, août 1982, p. 19.
- B. Février et quelques-unes de ses œuvres, no 23, octobre 1982, p. 7.
- L'équilibriste, no 23, octobre 1982, p. 29.
- Alzèbre (variation) , no 24, décembre 1982, p. 21.
- Christian Prigent et Jean-PierreVerheggen, no 24, décembre 1982, p. 9.
- François Dufrêne, no 24, décembre 1982, p. 39.
- La tête en l'air, no 25, février 1983, p. 9-18.
- Portrait d'une dame, no 26, avril 1983, p. 31.
- La patrie reconnaissante, no 27, juin 1983, p. 13.
- Harry Dickson en vacances, no 28, août 1983, p. 9.
- Polyphonix  5 (Fr. Janicot ; J.-.P. Curtay) , no 28, août 1983, p. 33-34.
- Bilan, no 29, octobre 1983, p. 13.
- Le velo de Victor, no 30, décembre 1983, p. 19.
- D'un rocher l'autre (à L.F. Céline), no 31, février 1984, p. 27.
- Michèle Métail, son ramage, son plumage, no 31, février 1984, p. 9-10.
- Le futur de l'indicatif, no 32, avril 1984, p. 11-12.
- Leit-motiv, no 32, avril 1984, p. 17-18.
- L'allée, no 33, juin 1984, p. 35-36.
- Métonymie 1 et 2, no 34, août 1984, p. 11-12.
- Impasses et vice versa, no 35, octobre 1984, p. 12-13.
- Contagion, avec deux photographies, no 36, décembre 1984, p. 17-21.
- Jeudi soir, no 37, février 1985, p. 19-20.
- Redondance, no 38, juin 1985, p. 21-22.
- Statu quo, no 39, octobre 1985, p. 25-26.
- Pâques à Berlin (31 mars 1986) , no 40, avril 1986, p. 29-30.
- Lecture, no 41, novembre 1986, p. 23-24.

### Principaux livres d’artiste
- Hommage à Sébastien Bottin, 1978.
- L’aède ménager, en collaboration avec Hubert Lucot, Les livres pauvres (Daniel Leuwers), automne 2010.
- Participation à « La tapisseria de Bayeux » de Joël Hubaut[47]

Un grand nombre d'autres livres d'artiste, existant en très peu d'exemplaires, appartiennent aujourd'hui à des collections privées et ne peuvent être référencés.